# Апастла
Апастла (исп. Apaxtla) — муниципалитет в Мексике, штат Герреро, с административным центром в городе Апастла-де-Кастрехон. Численность населения, по данным переписи 2010 года, составила 12 389 человек.

## Общие сведения
Название Apaxtla с языка науатль можно перевести как: место в виде большой чаши.
Площадь муниципалитета равна 627 км², что составляет 0,99 % от площади штата. Он граничит с другими муниципалитетами Герреро: на севере с Телолоапаном, на востоке с Куэцала-дель-Прогресо, на юге с Хенераль-Элиодоро-Кастильо, на юго-западе с Сан-Мигель-Тотолапаном, и на западе с Арселией.

## Учреждение и состав
Муниципалитет был образован 30 апреля 1924 года, в его состав входят 39 населённых пунктов, самые крупные из которых:
| Код INEGI | Населённый пункт                                                          | Численность населения (2005 год) | Численность населения (2010 год) |
| 006       | Всего                                                                     | 12 381                           | 12 389                           |
| 0001      | Апастла-де-Кастрехон (исп. Apaxtla de Castrejón) (административный центр) | 6819                             | 7037                             |
| 0030      | Хочитепек (исп. Xochitepec)                                               | 1188                             | 1064                             |
| 0027      | Тлацала (исп. Tlatzala)                                                   | 480                              | 467                              |
| 0020      | Сан-Фелипе-дель-Окоте (исп. San Felipe del Ocote)                         | 466                              | 456                              |
| 0025      | Тепостепек (исп. Tepoxtepec)                                              | 406                              | 451                              |
| 0014      | Либеральтепек (исп. Liberaltepec)                                         | 450                              | 434                              |
| 0031      | Сакапостепек (исп. Zacapostepec)                                          | 392                              | 418                              |
| 0005      | Какалотепек (исп. Cacalotepec)                                            | 408                              | 405                              |

## Экономическая деятельность
По статистическим данным 2000 года, работоспособное население занято по секторам экономики в следующих пропорциях: сельское хозяйство, скотоводство и рыбная ловля — 36 %, промышленность и строительство — 21,4 %, сфера обслуживания и туризма — 40,7 %.

## Инфраструктура
По статистическим данным 2010 года, инфраструктура развита следующим образом:
- электрификация: 97,7 %;
- водоснабжение: 75,2 %;
- водоотведение: 77,2 %.

## Туризм
Основными достопримечательностями являются:
- археологическая зона недалеко от плотины Караколь, где был найден слеп;
- археологическая зона Етла-2, где была обнаружена пирамида;
- небольшая выставка останков динозавров в местной школе.